# Раздольненское сельское поселение (Северная Осетия)
Раздо́льненское се́льское поселе́ние — муниципальное образование в Моздокском районе Республики Северная Осетия — Алания Российской Федерации.
Административный центр — село Раздольное. 

## География
Муниципальное образование расположено в центральной части Моздокского района. В состав сельского поселения входит один населённый пункт. Площадь сельского поселения составляет — 35,93 км2.
Граничит с землями муниципальных образований: Кизлярское сельское поселение на востоке, Малгобекское сельское поселение на юге, Виноградненское сельское поселение на западе и Павлодольское сельское поселение на севере. 
Сельское поселение расположено на Кабардинской равнине. Средние высоты на территории муниципального образования составляют около 140 метров над уровнем моря. Рельеф местности преимущественно равнинный с холмистыми возвышенностями. Населённый пункт расположен в долине реки Терек над которой на несколько метров возвышается тянущаяся с запада на восток склоны Терского кряжа. 
Гидрографическая сеть представлена в основном рекой Терек. Вдоль южной окраины муниципального образования тянется Малокабардинский канал, которым орошают сельскохозяйственные уделы поселения. 
Климат влажный умеренный. Среднегодовая температура воздуха составляет около +10,5°С и колеблется в среднем от +23,5°С в июле, до -2,5°С в январе. Среднегодовое количество осадков составляет около 560 мм. Основное количество осадков выпадает в период с мая по июль. В конце лета часты суховеи, дующие с территории Прикаспийской низменности. 

## История
Статус и границы сельского поселения установлены Законом Республики Северная Осетия-Алания от 5 марта 2005 года № 16-рз «Об установлении границ муниципального образования Моздокский район, наделении его статусом муниципального района, образовании в его составе муниципальных образований - городского и сельских поселений и установлении их границ»

## Население
| 2002  | 2010  | 2011  | 2012  | 2013  | 2014  | 2015  |
| ----- | ----- | ----- | ----- | ----- | ----- | ----- |
| 1131  | ↘1080 | →1080 | ↘1073 | ↘1065 | ↘1042 | ↘1031 |
| 2016  | 2017  | 2018  | 2019  | 2020  | 2021  | 2023  |
| ↘1017 | ↗1038 | ↘1035 | →1035 | ↘1004 | ↗1051 | ↘1039 |
| 2024  | 2025  |       |       |       |       |       |
| ↘1036 | ↘1029 |       |       |       |       |       |

Процент от населения района — 1.26 %
Плотность — 28.64 чел./км2. 

## Состав поселения
| № | Населённый пункт | Тип населённого пункта       | Население | Доля от населения (%) |
| - | ---------------- | ---------------------------- | --------- | --------------------- |
| 1 | Раздольное       | село, административный центр | ↘1029     | 100%                  |

## Местное самоуправление
Администрация Раздольненского сельского поселения — село Раздольное, ул. Колхозная, 16. 
Структуру органов местного самоуправления сельского поселения составляют:
- Глава сельского поселения — Маргиев Эдуард Иврикович.
- Администрация Раздольненского сельского поселения — состоит из 5 человек.
- Совет местного самоуправления Раздольненского сельского поселения — состоит из 9 депутатов.